# Kseniya Aleksandrovna của Nga
Kseniya Aleksandrovna của Nga (tiếng Nga: Ксения Александровна Романова; 6 tháng 4 năm 1875 – 20 tháng 4 năm 1960) là thành viên của Vương tộc Romanov và là người con thứ 4 của Sa hoàng Aleksandr III và Dagmar của Đan Mạch đồng thời là em gái của Nikolai II vị Sa hoàng cuối cùng của nước Nga. 
Kseniya là một trong những thành viên Hoàng gia Nga lúc bấy giờ được biết đến nhờ hoạt động đóng góp mạnh mẽ cho các công việc từ thiện, bà từng là thành viên của Hiệp hội Phụ nữ Yêu nước, là người bảo trợ của Hiệp hội Creche ở Sankt-Petersburg và Hiệp hội Phúc lợi Hải quân Hàng hải dành cho các góa phụ và trẻ em. Bà từng dùng chính tên của mình đặt cho Hiệp hội vì Phúc lợi cho Trẻ em của Công nhân và Nhân viên Hàng không. Ngoài ra, bà còn là người bảo trợ cho Viện Kseniya là một trường nội trú khoảng 350 học sinh ở Sankt-Petersburg.
Năm 1917, sau khi sự sụp đổ của triều đại Romanov vào tháng 2 năm 1917 bà di cư khỏi Nga sau đó định cư tại Vương quốc Anh và qua đời vào ngày 20 tháng 4 năm 1960 ở tuổi 85.

## Những ngày thơ ấu

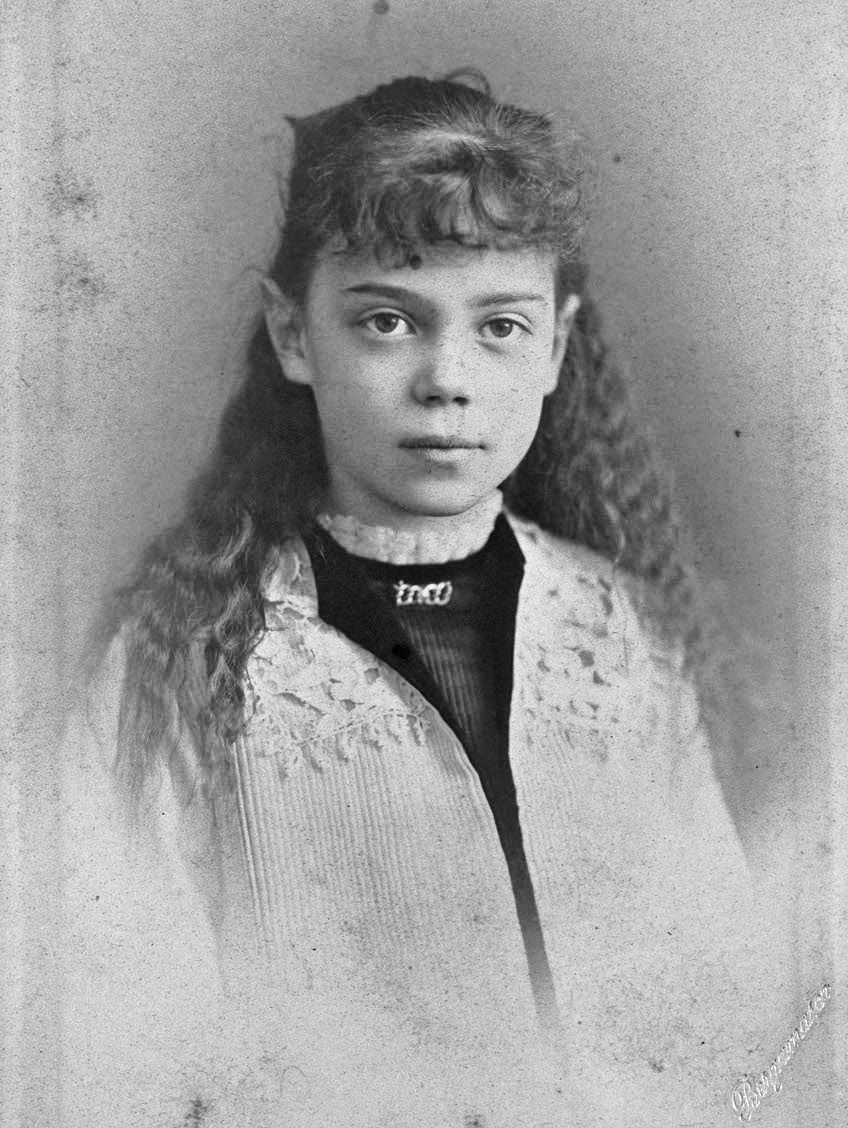

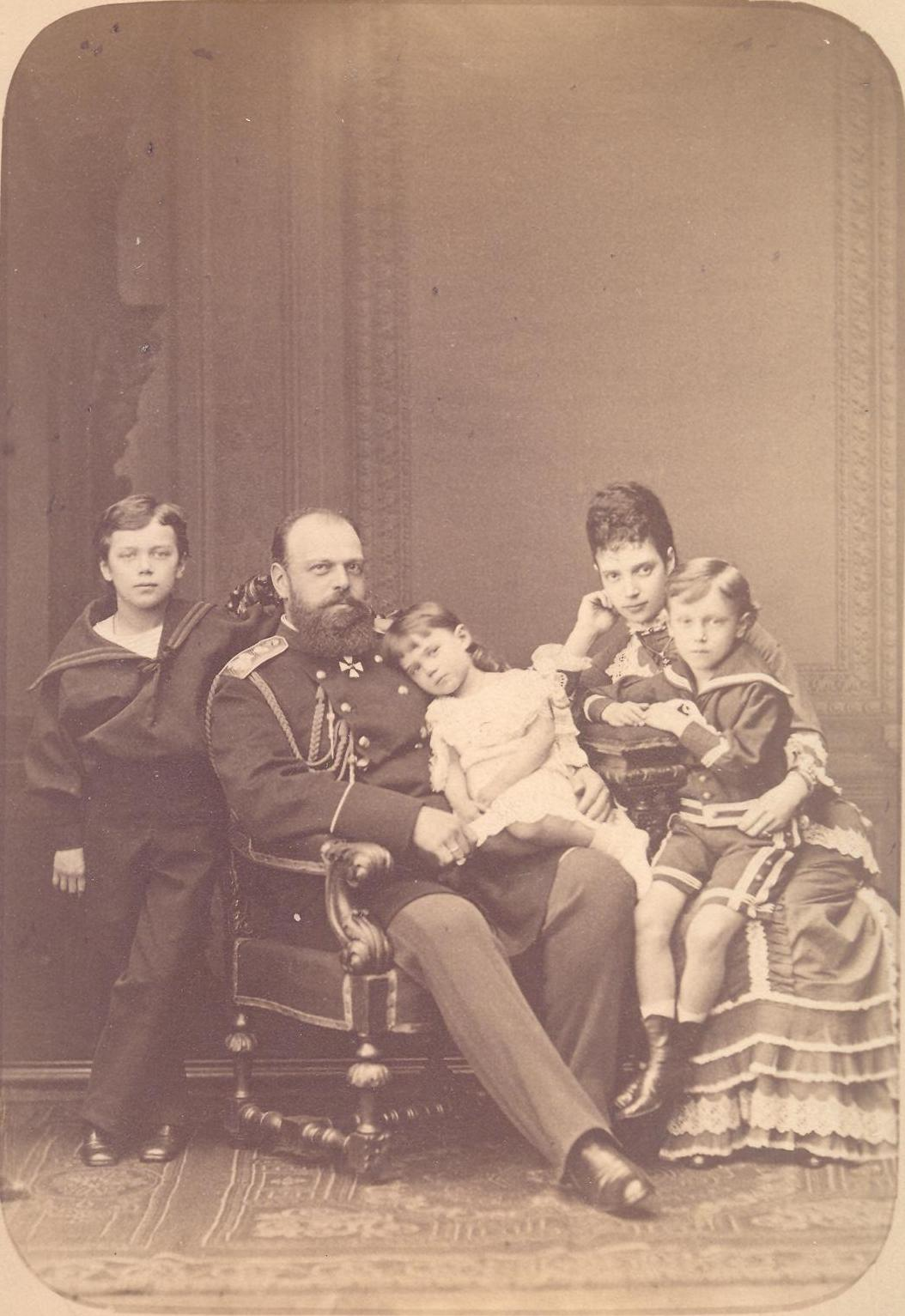
Từ trái sang: Nikolai, Sa hoàng, Kseniya, Hoàng hậu và George

Kseniya Aleksandrovna Romanov sinh ngày 6 tháng 4 năm 1875 tại Cung điện Hoàng gia Anichkov thuộc thành phố Sankt-Petersburg, Nga dưới thời trị vì của ông nội Sa hoàng Aleksandr II, là cô con gái đầu tiên được sinh ra trong số sáu người con của Tsesarevich Alexander, Thái tử Nga (sau là Aleksander III) và Dagmar của Đan Mạch (sau là Hoàng hậu Mariya Fyodorovna). Kseniya có 5 người anh em lần lượt là Nikolai, Alexander, Georgy, Mikhail và Olga.
Giống như các anh em của mình, Đại công tước Kseniya lớn lên vào khoảng thời gian thực sự khó khăn đối với Vương triều Romanov về cả mặt an ninh và tài chính. Hoàng gia Nga lúc bấy giờ là mục tiêu của những cuộc ám sát, điển hình như ông nội bà Sa hoàng Alexander II là nạn nhân của một cuộc ám sát khi Kseniya mới lên 5.
Sau vụ ám sát ông nội, cha bà lên ngôi với tên gọi Alexander III của Nga vì lý do an ninh đối với sa hoàng và những hậu duệ của ông, cả gia đình chuyển từ Cung điện Mùa đông đến sống tại Cung điện Gatchina. Tại đây Kseniya và các anh em của bà đã có một tuổi thơ tương đối đơn giản và không mấy phô trương như tuổi thơ của cha. Bà sống trong những căn phòng dành cho những đứa trẻ hoàng gia được trang trí khá đơn sơ như ngủ trên giường cũi, thức dậy lúc 6 giờ sáng và tắm nước lạnh mỗi sáng, nhưng lại được bù đắp bằng bầu không khí và tình yêu gia đình.
Kseniya được giáo dục tại nhà bởi các gia sư riêng, Hoàng gia Nga đặc biệt chú trọng việc học ngoại ngữ cho những đứa trẻ. Ngoài tiếng Nga bà được học cả tiếng Anh, Pháp và Đức, dù có khả năng vẽ đặc biệt, Kseniya đã học sang nấu ăn, đóng mộc, cưỡi ngựa và câu cá trong điền trang, khiêu vũ và chơi piano.

## Hôn nhân và Gia đình

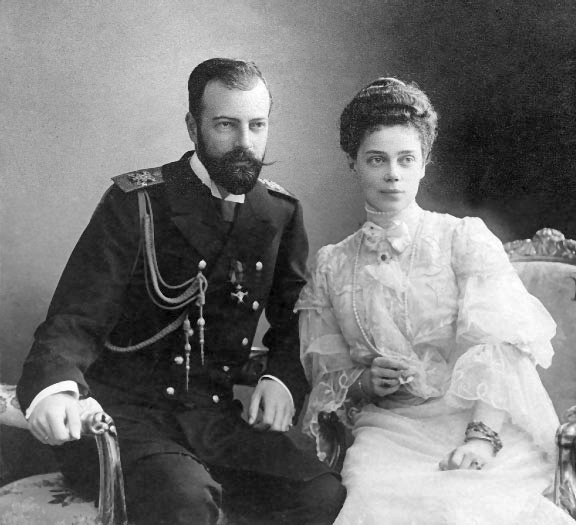
Kseniya Aleksandrovna và Sandro
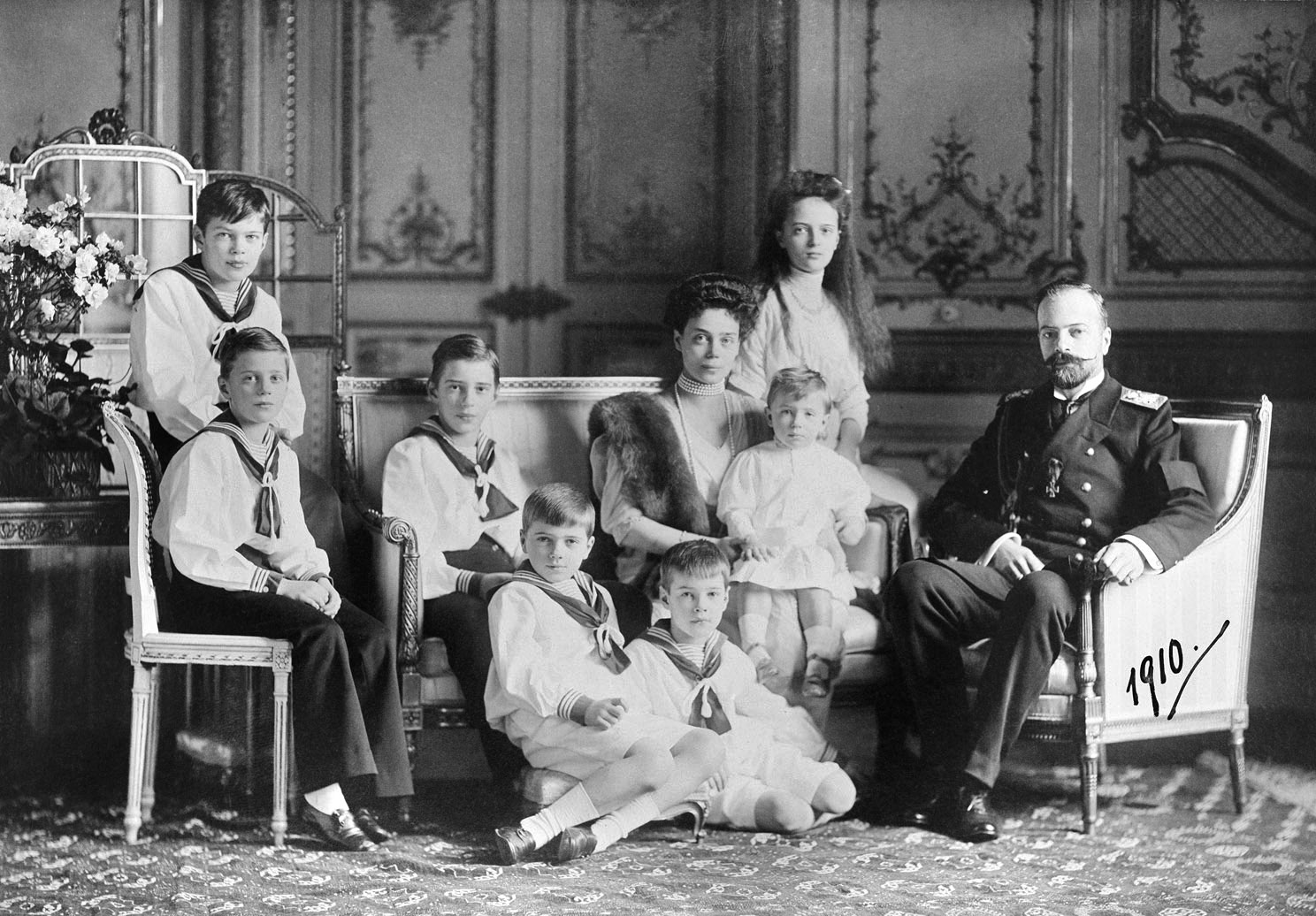
Từ trái qua: Hoàng tử Andrei đứng, Hoàng tử Feodor, Hoàng tử Nikita, Nữ Công tước Kseniya Aleksandrovna ôm Hoàng tử Vasili, Công chúa Irina ngồi sau lưng, Đại Công tước Alexandru Mihailovici; hàng dưới: Hoàng tử Dmitri và Hoàng tử Rostislav

Ngày 6 tháng 8 năm 1894, ở tuổi 19 Kseniya kết hôn với anh họ của bà Đại công tước Alexander Mikhailovich của Nga (hay được biết dưới tên Sandro) người sau này trở thành cố vấn thân cận của anh trai bà Sa hoàng Nicholas II. Hôn lễ diễn ra trong nhà nguyện SS Peter và Paul thuộc Cung điện Peterhof và họ có 7 người con:
- Công chúa Irina Alexandrovna (1895–1970)
- Hoàng tử Andrei Alexandrovich (1897–1981)
- Hoàng tử Feodor Alexandrovich (1898–1968)
- Hoàng tử Nikita Alexandrovich (1900–1974)
- Hoàng tử Dmitri Alexandrovich (1901–1980)
- Hoàng tử Rostislav Alexandrovich (1902–1978)
- Hoàng tử Vasili Alexandrovich (1907–1989)

## Những năm lưu vong
Năm 1918, khi ở Crimea, Kseniya biết tin anh trai Nikolai II và gia đình ông đã bị những người Bolshevik sát hại. Và người anh trai thứ 2 của bà, Đại công tước Michael cũng đã bị sát hại (bằng cách bắn) một tháng trước đó bên ngoài Perm.
Trong khi Hồng quân đang tiến gần đến Crimea, Kseniya và mẹ của bà, Thái hậu Maria, đã trốn thoát khỏi Nga vào ngày 11 tháng 4 năm 1919 với sự giúp đỡ của Thái hậu Alexandra của Anh chị gái của Thái hậu Maria. Vua George V đã cử tàu chiến HMS Marlborough của Anh đưa bà và mười sáu người Romanov khác (bao gồm cả năm người con trai của bà) từ Crimea qua Biển Đen đến Malta, và sau đó đến Anh. Kseniya vẫn ở lại Vương quốc Anh, trong khi Thái hậu Maria, sau một thời gian ở Anh, đã cùng người em gái Đại công tước Olga đến Villa Hvidøre bên ngoài Copenhagen ở Đan Mạch.
Vào ngày 17 tháng 5 năm 1920, Kseniya đã được trao quyền quản lý thư hành chính với tư cách là chị cả và là người thừa kế tài sản của anh trai Nicholas ở Anh trị giá năm trăm bảng Anh. Lúc này chồng bà Đại công tước Alexander Mikhailovich đang sống ở Paris. Đến năm 1925, tình hình tài chính của Kseniya trở nên tuyệt vọng. Vua George V, với tư cách là anh họ của Kseniya, đã cho phép bà định cư ở Frogmore Cottage. Ngày 26 tháng 2 năm 1933 Đại công tước Alexander Mikhailovich qua đời. Kseniya và các con trai của bà đã tham dự lễ tang của ông vào ngày 1 tháng 3, tại Roquebrune-Cap-Martin ở miền nam nước Pháp. Đến tháng 3 năm 1937, Kseniya chuyển từ Frogmore Cottage đến Wilderness House trong khuôn viên của Cung điện Hampton Court. Bà sống ở đó cho đến khi qua đời vào ngày 20 tháng 4 năm 1960 thưởng thọ 85 tuổi.